# Basisweg
De Basisweg is een belangrijke doorgaande weg in Amsterdam Westpoort en loopt van oost naar west. De weg ligt in het verlengde van de Transformatorweg en begint na het viaduct van de Einsteinweg. De weg gaat in het westen met een flauwe bocht naar rechts en gaat bij de T-kruising met de Noordzeeweg over in de Hornweg. Oorspronkelijk liep de Basisweg door naar wat nu de Noordzeeweg heet maar in 1978 werd de Basisweg ingekort en heette het laatste gedeelte voortaan Noordzeeweg.
De weg is op het middelste gedeelte voorzien van ventwegen aan beide zijden. Op het westelijke gedeelte heeft de weg gescheiden rijbanen en een brede middenberm. De weg wordt intensief gebruikt door het vrachtverkeer. Sinds de ingebruikname van de Westrandweg is de Basisweg enigszins ontlast van het doorgaande (vracht) verkeer. Ook loopt een viaduct ten behoeve van het goederenvervoer van de NS gedeeltelijk over de weg.
Aan de weg liggen geen woningen maar er zijn uitsluitend bedrijven gevestigd, onder meer de Mediahuis Nederland, waar De Telegraaf er zijn hoofdkantoor en drukkerij heeft.
Buslijnen 22, 36 en 231 van het GVB, 382 van Connexxion en 103, 272 en 395 van EBS rijden door de straat. Om files op het middelste deel van de weg te ontwijken rijden lijnen 231 en 382 sinds enige jaren via een vrije busbaan door de evenwijdige Rhôneweg.
De weg is bij raadsbesluiten van 10 januari 1962, 10 november 1971 en 26 april 1976 vernoemd naar een gepland maar nooit gegraven Basiskanaal met een aantal insteekhavens dat ten noorden van de weg zou komen. Later zijn ten noorden van het middelste deel van de weg de Mainhaven en Moezelhaven gegraven.
In 2019 werd beeld Kapkar/GTO-B10 van Frank Havermans langs de Basisweg geplaatst.